# Ramón Pellico y Paniagua
Ramón Pellico y Paniagua (Benia, 19 de novembre de 1809-Madrid, 25 d'abril de 1876) va ser un enginyer de mines espanyol.
Nascut en la localitat asturiana de Benia, va estudiar arquitectura i més tard enginyeria de mines a Madrid.
Va ser inspector general del Cos d'Enginyers de Mines, director de l'Escola Especial i professor en ella de diverses assignatures, així com autor de diverses publicacions científiques.
Va ser membre de la Reial Acadèmia de Ciències Exactes, Físiques i Naturals, escollit en 1861 en substitució de Mariano Lorente, medalla 7, prendria possessió del càrrec un any després, el 18 de maig de 1862. Després de la seva defunció va ser substituït per Manuel Fernández de Castro. Fou conseller del Banc d'Espanya, comanador de la Reial Orde americana d'Isabel la Catòlica i cavaller de l'Orde de Crist de Portugal.